# كالفن جون أبين
كالفن جون أبين (بالهولندية: Calvin Jong-A-Pin)‏ (مواليد 18 يوليو 1986)، هو لاعب كرة قدم كان يلعب كمدافع.

## وصلات خارجية
- كالفن جون أبين على موقع الاتحاد الدولي (مؤرشف)  (الإنجليزية)
- كالفن جون أبين على موقع الاتحاد الأوربي (الإنجليزية)
- كالفن جون أبين على موقع رابطة كرة القدم اليابانية للمحترفين (اليابانية)
- كالفن جون أبين على موقع قاعدة بيانات كرة القدم.إي يو (الإنجليزية)
- كالفن جون أبين على موقع Soccerway.com (الإنجليزية)
- كالفن جون أبين على موقع عالم كرة القدم.نت (الإنجليزية)
- كالفن جون أبين على موقع أوليمبيديا (الإنجليزية)